# Biddu (Jerusalem)
Biddu (àrab: بدّو, Biddū) és un municipi palestí de la governació de Jerusalem, a Cisjordània, situat 6 kilòmetres al nord-oest de Jerusalem. Segons l'Oficina Central Palestina d'Estadístiques tenia 7.947 habitants el 2016. Biddu es troba a una altitud de 806 m a 834 m. Giv'on HaHadashah és a 2 km a l'est de Biddu.

## Història
Bagatti suggerí que diversos edificis de la ciutat són del segle xii. Al sud-oest del centre es troba el ruïnós wali del xeic, Abu Talal, que podria haver estat una església croada.

### Època otomana
En els registres fiscals de l'Imperi Otomà del segle xvi Biddu era situada a la nàhiya de Jerusalem. En 1738 Richard Pococke assenyalà la vila, ja que va passar entre Biddu i Beit Surik. En 1838 Edward Robinson va assenyalar el poble durant els seus viatges a la zona. It was described as La va descriure com una vila musulmana situada a l'àrea Beni Malika l'oest de Jerusalem.
L'explorador francès Victor Guérin va visitar el lloc el maig de 1863, anomenant-lo Biddou. El descriu com a situat en un altiplà força alt, amb uns 150 habitants. Algunes cases semblen força antigues.
Socin, citant una llista oficial de pobles otomans compilada al voltant de 1870, va assenyalar que Biddu tenia 70 cases i una població de 247, tot i que el recompte de població només incloïa homes. També va assenyalar que «el poble va ser una vegada més important, també té una cisterna tallada a la roca. El camí croat de Ramle a Nabi Samwil va passar per aquí.»
Hartmann va trobar que Biddu tenia 71 cases.
En 1883 el Survey of Western Palestine (SWP) del Fons per a l'Exploració de Palestina la descriu com «una vila en un turó rocallós, amb un pou al nord-est. És de grandària moderada.»
En 1896 la població de Biddu era estimada en unes 546 persones.

### Mandat Britànic de Palestina
En el cens de Palestina de 1922, dut a terme per les autoritats del Mandat Britànic Biddu tenia 252 musulmans, incrementada en el cens de 1931 a 399 musulmans en 88 cases.
En 1945 la població de Biddu consistia en 520 musulmans i l'àrea de terra era de 5,392 dùnams, segons un cens oficial de terra i població. D'aquests, 334 dúnams eren per a plantacions i terra de rec, 2,258 per a cereals, mentre 19 dúnams eren sòl edificat.

### Des de 1948
La nit del 19 d'abril de 1948 el poble va ser atacat pel Palmach. La força d'atac va ser comandada per Yosef Tabenkin, amb seu a Jerusalem. Més endavant es van convertir en la Brigada Harel de l'Exèrcit israelià. L'atac va venir de Beit Surik, que havia estat capturat abans d'aquella nit. Biddu va ser sotmès a un breu bombardeig d'una davidka després de la qual sapadors del Palmach van entrar al poble i va enderrocar les seves cases.

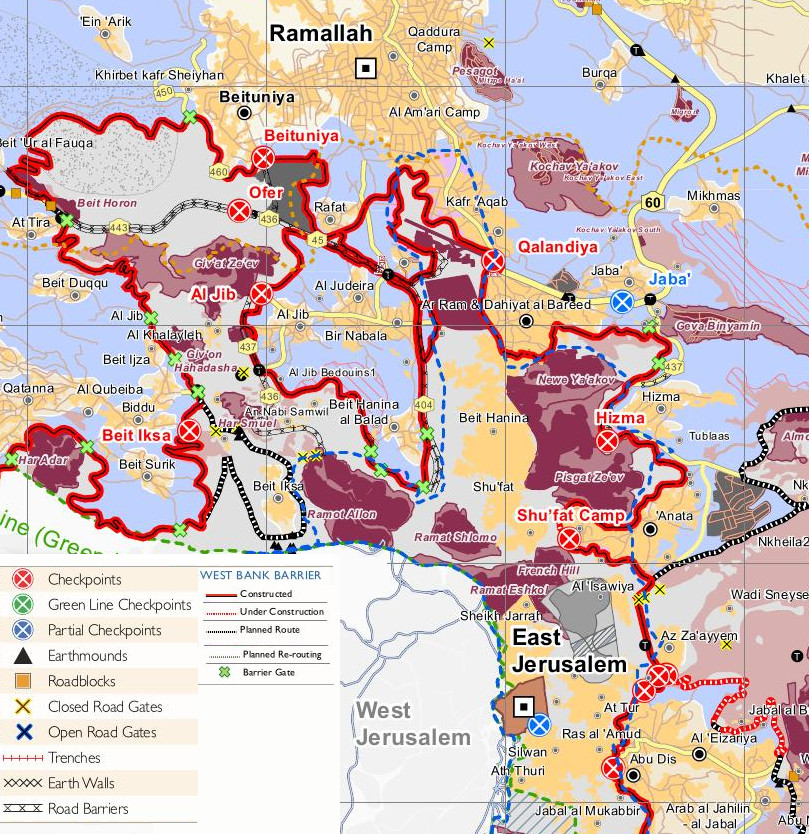
El mur al nord de Jerusalem, amb l'"enclavament de Biddu" a l'esquerra

Després de la Guerra araboisraeliana de 1948 i els acords d'armistici de 1949, Biddu va quedar sota un règim d'ocupació jordana. Des de la Guerra dels Sis Dies en 1967, Biddu ha romàs sota ocupació israeliana.

#### Enclavament
Biddu amb unes altres nou viles palestines, Beit Duqqu, Beit 'Anan, Beit Surik, Qatanna, al-Qubeiba, Beit Ijza, Kharayib Umm al Lahimand i at Tira formen l'"enclavament de Biddu" que segons Tanya Reinhart, estan empresonats darrere del Mur, tallada dels seus horts i terres de conreu que s'estan confiscant per formar les reserves immobiliàries del Corredor de Jerusalem i per crear una continuïtat territorial amb Guiv'at Ze'ev. L'enclavament estarà enllaçat amb Ramal·lah per passos inferiors i una carretera que es tanca a banda i banda. Des de l '"enclavament de Biddu", els palestins viatjaran per un camí tancat que passarà per un camí de circumval·lació fins a l'enclavament de Bir Nabala, després un segon pas subterrani sota la Carretera 443 a Ramal·lah.
Biddu, que té un registre de convivència pacífica amb els assentaments jueus, malgrat alguns enfrontaments violents, s'ha convertit en un punt focal de la resistència no violenta al procés d'incorporació de les terres palestines als assentaments israelians. Els vilatans de Biddu promouen l'ús dels seus cossos per impedir el desbordament del seu terreny i es prohibeix el recurs a les armes o la violència.
Els intents de protesta de "dones només", per evitar conflictes s'han trobat amb la derrota. En una manifestació d'activistes femenins israelianes i locals a l'abril de 2004, una protesta de 70 dones que feia signes i cants fou dissolta amb gas lacrimogen, granades d'aturdida i policia muntada. Diaa' A-Din 'Abd al-Karim Ibrahim Abu 'Eid was shot dead by gunfire during an anti-barrier demonstration on 18 April 2004. Muhammad Fadel Hashem Rian i Zakaria Mahmoud 'Eid Salem foren morts a trets durant les protestes contra el Mur el 26 de febrer de 2004 a Beit Ijaz (un vila satèl·lit de Biddu).